# Sigvard Lund
Sigvard Lund (født 3. november 1813 i København, død 10. november 1867 sammesteds) var en dansk søofficer.
Han var søn af grosserer Jens Troeisen Lund i København (født 1760, død 12. februar 1823) og Anna Maria Cathrine født Hostrup (født 13. februar 1788, død 16. november 1850).
Lund blev kadet i Marinen 1826, sekondløjtnant 1835, avancerede til premierløjtnant 1842, til kaptajnløjtnant 1853 og til orlogskaptajn 1866. Lund synes mærkelig nok i sin ungdom at have været meget sen i sin udvikling. Da han ved krigens udbrud 1848 var næstkommanderende i korvetten Flora, oprindelig bestemt til kadetskib, tilbød man i Marineministeriet chefen, daværende kaptajn (senere admiral) Carl van Dockum, en anden og dueligere officer i hans sted. van Dockum tog ham imidlertid i forsvar, beholdt ham om bord og skænkede ham sin tillid. Dette lod til at bevirke et omslag i Lunds karakter: Hans selvtillid voksede, og hans udmærkede egenskaber viste sig; ikke mindst en åben, kraftig og ridderlig karakter, der senere gjorde ham til en lige så ejendommelig som afholdt skikkelse blandt Marinens personale. Han forblev krigsårene over hos van Dockum, førte senere et privat dampskib samt 1851-54 Marinens bugserdamper Uffo, var 1856-61 adjudant hos marineministeren, 1861 chef for orlogsdamperen Holger Danske og i krigsåret 1864 for korvetten Heimdal, med hvilket skib han 9. maj tog hæderlig del i affæren ved Helgoland. Tidligere havde han deltaget i affæren ved Rügen 17. marts. En begyndende brystsyge tvang ham kort efter krigens ophør til at foretage en rejse til Madeira, og herfra vendte han tilbage 1865, men sygdommen var allerede for vidt fremskreden til at kunne læges, og 1867 døde han. Han er begravet på Holmens Kirkegård, hvor besætningen fra Heimdal allerede i 1864 havde rejst en mindesten for ham. Sigvard Lund var 3. maj 1855 blevet Ridder af Dannebrog og 1. juni 1864 Dannebrogsmand. 
Lund blev 30. marts 1848 gift (i brudens hjem) med Emma Angelique Constance Deichmann (født 1828, død 27. november 1863), datter af major i artilleriet Adam Gotlob Deichmann (1792-1849) og hustru Christiane født Holst (1799-1852).
Der findes et portrætmaleri af Lund. Desuden et fotografi af Thora Hallager (Det Kongelige Bibliotek).